# بيل كوغلين (صحفي)
بيل كوغلين (بالإنجليزية: Bill Coughlin)‏ هو صحفي أمريكي، ولد في 29 مايو 1922 في واشنطن العاصمة في الولايات المتحدة، وتوفي في 8 مايو 2014 في بوليفيا في الولايات المتحدة.